# Apatryda
Apatryda (gr. άπατρις „pozbawiony ojczyzny”), bezpaństwowiec (ang. stateless person) – osoba, której żadne państwo nie uznaje za swojego obywatela, czyli osoba nieposiadająca żadnego obywatelstwa.
Konwencja o statusie bezpaństwowców z 1954 definiuje w art. 1 bezpaństwowca jako osobę, która nie jest uznawana za obywatela żadnego państwa w zakresie obowiązywania jego prawa.

## Opis

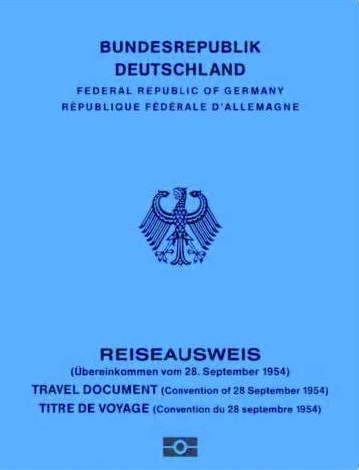
Dokument podróży wystawiony przez władze Niemiec na podstawie Konwencji o statusie bezpaństwowców z 1954

Apatrydą zostaje się tracąc obywatelstwo jednego państwa (np. wyjście za mąż za obcokrajowca, gdy prawo kraju ojczystego przewiduje w tej sytuacji „pójście kobiety za mężem”), nie nabywając jednocześnie obywatelstwa innego kraju, względnie rodząc się z rodziców, których państwo lub państwa ojczyste uznają tylko nabycie obywatelstwa przez urodzenie się na ich terytorium (ius soli) w państwie uznającym tylko nabycie obywatelstwa przez urodzenie się z rodziców będących jego obywatelami (ius sanguinis). Innymi przyczynami są m.in. zmiany granic państw (np. republiki byłej Jugosławii) oraz brak wydawania w niektórych państwach aktów urodzenia.
Bezpaństwowość była zjawiskiem częstszym w XX wieku. Po I wojnie światowej wydawany był bezpaństwowcom różnych kategorii paszport nansenowski, dowód tożsamości pełniący funkcję paszportu. Nazwa pochodzi od badacza polarnego i działacza społecznego Fridtjofa Nansena.
Powszechna deklaracja praw człowieka w art. 15 głosi: 1. Każdy człowiek ma prawo do posiadania obywatelstwa. 2. Nie wolno nikogo pozbawiać samowolnie obywatelstwa ani nikomu odmawiać prawa do zmiany obywatelstwa.
Międzynarodowy Pakt Praw Obywatelskich i Politycznych w art. 24 głosi: 3. Każde dziecko ma prawo do nabycia obywatelstwa. Podobnie brzmi Konwencja o prawach dziecka w art. 7.
20 września 1954 r. na forum ONZ przyjęto Konwencję o statusie bezpaństwowców. Zgodnie z nią, państwa powinny przyznać apatrydom takie same prawa jak własnym obywatelom lub cudzoziemcom. 30 sierpnia 1961 r. uchwalono Konwencję o ograniczaniu bezpaństwowości, zapewniającą nabycie obywatelstwa tym, którzy w przeciwnym wypadku pozostaliby bezpaństwowcami, a których łączy z danym państwem określona więź wynikająca z miejsca ich urodzenia lub pochodzenia.

## Sytuacja w Polsce
W 1938 władze polskie, zaniepokojone pogarszaniem się sytuacji Żydów-obywateli polskich w III Rzeszy, postanowiły przeciwdziałać ich spodziewanemu masowemu powrotowi do kraju pozbawiając ich obywatelstwa. 31 marca 1938 Sejm uchwalił ustawę o pozbawianiu obywatelstwa, zgodnie z którą obywatel polski mógł być go pozbawiony m.in. jeżeli przebywał nieprzerwanie za granicą ponad 5 lat od powstania państwa polskiego. 28 października 1938, w przeddzień wykonania rozporządzenia Ministra Spraw Wewnętrznych o rejestracji paszportów oraz umieszczeniu w nich adnotacji o ważności, Niemcy rozpoczęli akcję deportacyjną polskich Żydów do Polski znaną jako Polenaktion.
Polska jako jeden z czterech krajów Unii Europejskiej (pozostałe to Estonia, Cypr i Malta) nie ratyfikowała konwencji ONZ z 1954 i 1961. Według Narodowego Spisu Powszechnego z 2011 liczba bezpaństwowców w Polsce wynosiła 2020 osób.
W Polsce nie istnieje formalna procedura identyfikacji osób bezpaństwowych, przez co są one narażone na zastosowanie detencji administracyjnej (umieszczenie w strzeżonym ośrodku dla cudzoziemców). Dwoma podstawowymi sposobami legalizacji przez bezpaństwowców swego pobytu są: ubieganie się o status uchodźcy (na podstawie ustawy z dnia 13 czerwca 2003 r. o udzielaniu cudzoziemcom ochrony na terytorium Rzeczypospolitej Polskiej) oraz postępowanie legalizacyjne prowadzone przez wojewodów (na podstawie ustawy z dnia 12 grudnia 2013 r. o cudzoziemcach).
W sprawach tych właściwy jest Urząd do Spraw Cudzoziemców.
Polska ustawa o obywatelstwie przewiduje, iż dziecko urodzone na terytorium Polski, które nie uzyskałoby żadnego obywatelstwa (ponieważ np. jego rodzice są nieznani, są sami bezpaństwowcami albo pochodzą z kraju, który przyznaje obywatelstwo tylko dzieciom urodzonym na ich terytorium – ius soli), nabędzie polskie obywatelstwo, zaś utracić je można tylko zrzekając się go.
Obecnie w Polsce kwestię utraty obywatelstwa reguluje art. 34 ust. 2 Konstytucji RP:
„Obywatel polski nie może utracić obywatelstwa polskiego, chyba że sam się go zrzeknie”.
Przepis ten daje obywatelom polskim ochronę przed pozbawieniem ich obywatelstwa w drodze jednostronnej decyzji władz polskich. Jednocześnie art. 137 Konstytucji RP precyzuje, że do zrzeczenia się obywatelstwa wymagana jest zgoda Prezydenta Rzeczypospolitej:
„Prezydent Rzeczypospolitej nadaje obywatelstwo polskie i wyraża zgodę na zrzeczenie się obywatelstwa polskiego”.
Zgodnie z art. 48 ust. 4 pkt 3 ustawy z dnia 2 kwietnia 2009 r. o obywatelstwie polskim (Dz.U. z 2022 r. poz. 465) wymaganym załącznikiem do wniosku o wyrażenie zgody na zrzeczenie się obywatelstwa polskiego jest m.in. dokument stwierdzający posiadanie obywatelstwa innego państwa lub przyrzeczenie jego nadania. W ten sposób ustawodawca przewidział możliwość zmiany obywatelstwa (utratę obywatelstwa polskiego w celu nabycia obywatelstwa innego państwa), zaś ograniczył możliwość, aby obywatel polski stał się apatrydą.
Zdarza się jednak, że byli obywatele polscy i ich potomkowie pozbawieni są jakiegokolwiek obywatelstwa. Przykładem są byli obywatele II Rzeczypospolitej i ich potomkowie w liczbie 12 tys., którzy osiedlili się na Łotwie po II wojnie i nie uzyskali obywatelstwa łotewskiego po odzyskaniu niepodległości przez to państwo, ani nie przywrócono im obywatelstwa polskiego (zob. Polacy na Łotwie).